# Tipo X
Los U-boot Tipo X (XB) fueron un tipo especial de submarino alemán. Aunque pensados y diseñados en un principio como minadores oceánicos de largo alcance, se usaron como transportes de carga de gran autonomía; una tarea que compartieron con los U-Boote Tipo IXD, y Tipo XIV, varios tipos japoneses y la Clase Romolo italiana. Fueron los U-Boot más grandes utilizados por la Kriegsmarine durante de la Segunda Guerra Mundial de los que solo se construyeron un total de ocho unidades de este tipo de submarino que resultó complejo y costoso.

## Desarrollo e historia
Incluso antes de la I Guerra Mundial, cuando este nuevo tipo de buque apenas se tomaba en serio como arma, los submarinos minadores parecían muy seductores para muchos almirantazgos. Los alemanes desarrollaron al principio la Clase UC-I (1915) con 12 minas, UC-II (1916), 18 minas, y UC-III (1917-1918) con 14 minas.
Durante el período de entreguerras, las cláusulas contenidas en el Tratado de Versalles y en concreto el artº 191, prohibía la construcción y tenencia de submarinos. El establecimiento de la oficina de diseño naval en los Países Bajos, NV Ingenieurskantoor voor Scheepsbouw, para mantener encubiertas las habilidades a punto en la década de 1920 ayudó al menos a continuar trabajando en tipos mejorados, aunque siempre basados en pedidos y especificaciones de armadas extranjeras. No hubo ningún tipo de minador hasta el Batiray turco (1938), un tipo de 1044 toneladas (superficie) capaz de transportar 40 minas; construido en los astilleros Germaniawerft y botado en agosto de 1939, pero, asumido por la Kriegsmarine después de su finalización y aunque realizó sus pruebas en el mar con su nombre turco original, nunca fue entregado a la armada turca y, en cambio, pasó a designarse UA. Su diseño podría considerarse como un prototipo de la clase Tipo X, aunque en el medio, con la aparición del nuevo tipo de mina SM-A las especificaciones cambiaron.
El Tipo X se diseñó en un principio específicamente para la estiba de la mina de anclaje o de fondo Schachtmine A (SMA) de 1600 kg, una carga explosiva de 350 kg y una profundidad de anclaje de hasta 250 m recientemente desarrollada para su lanzamiento desde tubos verticales. El diseño inicial proporcionó almacenamiento en seco para las minas, que necesitaban que sus detonadores se ajustaran individualmente antes del lanzamiento. Se proyectó que este submarino habría desplazado hasta 2500 toneladas. Una variante adicional, el Tipo XA, que habría complementado la cámara principal de minas con pozos de mina adicionales en los tanques de asiento, al igual que el anterior no entró en producción.
El diseño final se decidió por el Tipo XB, proyectado con alrededor 60 m de eslora un desplazamiento en superficie de 1600 t y 2000 t sumergido. Estaban propulsados por motores diesel-eléctricos y tenían una velocidad máxima de alrededor de 16 nudos en superficie y 9 nudos sumergidos. La dotación de la tripulación rondaba los 50 hombres.
Se produjeron un total de ocho Tipo XB, que reemplazaron los tubos de minas del proyectado Tipo XA con seis pozos verticales de almacenamiento húmedo en la sección delantera del casco. Se podrían transportar hasta 18 minas en estos pozos, con 48 minas adicionales en una serie de 12 pozos colocados en los tanques de silla de cada lado. Solo tenían dos tubos de torpedos, ambos en la popa. Cuando se usaban como submarinos de transporte de carga, llevaban contenedores de carga en los pozos de la mina (o tenían los contenedores de carga soldados en la parte superior de los pozos laterales, evitando su uso para minas).
El primer Tipo XB se botó en mayo de 1941. Con 2710 toneladas sumergidos y completamente cargados, eran los submarinos alemanes más grandes construidos, lo que se tradujo en poca agilidad y un largo tiempo de inmersión.

## Historia operacional
Los U-Boot XB eran submarinos experimentales desarrollados antes de la guerra, de mayor tamaño y con motores más potentes que otros U-Boote para permitir operaciones de larga distancia y permanecer sumergidos durante largos períodos de tiempo gracias a un grupo de baterías de gran capacidad. Por lo tanto, en teoría podían explotar la costa este de Norteamérica entre otros escenarios; sin embargo, a medida que cambiaron las prioridades, también se cambiaron de funciones, pasando a ser buques de suministro para los submarinos alemanes que operaban en el Atlántico con combustible, torpedos y otros suministros esenciales al igual que los Tipo XIV, o más comúnmente para transportar materiales valiosos o de alto valor estrategico a destinos muy distantes.
Historial de servicios
Seis de los ocho barcos construidos se hundieron durante la guerra (cuatro con toda la tripulación) pero dos sobrevivieron a la II Guerra Mundial. Uno de los sobrevivientes fue el U-234 , que se rindió a buques de la Marina de los EE. UU. el 14 de mayo de 1945 mientras se dirigía a Japón con una carga que incluía dibujos técnicos, ejemplares de los nuevos torpedos eléctricos G7e, un reactor Messerschmitt Me 262 embalado, una bomba planeadora Henschel Hs 293 y 560 kg de óxido de uranio.
El otro Tipo XB que sobrevivió fue el U-219 que llegó a Batavia (actual Yakarta) en ruta hacia la base naval conjunta de submarinos japonesa-alemana-italiana de Swettenham Pier, Penang, Malasia en diciembre de 1944 con un cargamento que incluía parte de un envío compartido con el U-195 de componentes para el montaje de doce cohetes V-2. Tras la rendición de Alemania, los japoneses capturaron el U-219 en Batavia el 8 de mayo de 1945 y el 15 de julio de 1945 se puso en servicio con la Armada Imperial Japonesa como I-505.
| Astillero                        | Años de construcción | Unidades construidas |
| -------------------------------- | -------------------- | -------------------- |
| F. Krupp Germaniawerft AG (Kiel) | 1939-1944            | 8                    |

## Características[4]
| Desplazamiento      | Superficie          | 1.763 t.                           |
| Desplazamiento      | Sumergido           | 2.177 t.                           |
| Eslora              | Total               | 89,80 m.                           |
| Eslora              | Casco de presión    | 70,90 m.                           |
| Manga               | Total               | 9,20 m.                            |
| Manga               | Casco de presión    | 4,75 m.                            |
| Calado              | Calado              | 4,71 m.                            |
| Altura              | Altura              | 10,20 m.                           |
| Potencia            | Diésel              | 4.800 HP                           |
| Potencia            | Eléctricos          | 1.100 HP                           |
| Velocidad máxima    | Superficie          | 17 n.                              |
| Velocidad máxima    | Sumergido           | 7 n.                               |
| Autonomía           | Superficie          | 18.450 m. (10 n.)                  |
| Autonomía           | Sumergido           | 93 m. (4 n.)                       |
| Tubos lanzatorpedos | Tubos lanzatorpedos | 2 popa                             |
| Torpedos            | Torpedos            | 15                                 |
| Minas               | Minas               | 66                                 |
| Artillería          | Artillería          | C35 105 mm/L45 con 200 proyectiles |
| Tripulación         | Tripulación         | 48-60                              |
| Profundidad máxima  | Profundidad máxima  | 220 m.                             |